# Castianeira russellsmithi
Castianeira russellsmithi es una especie de arañas araneomorfas de la familia Corinnidae.

## Distribución geográfica
Es endémica de Célebes (Indonesia).